# الإسلام في فنلندا

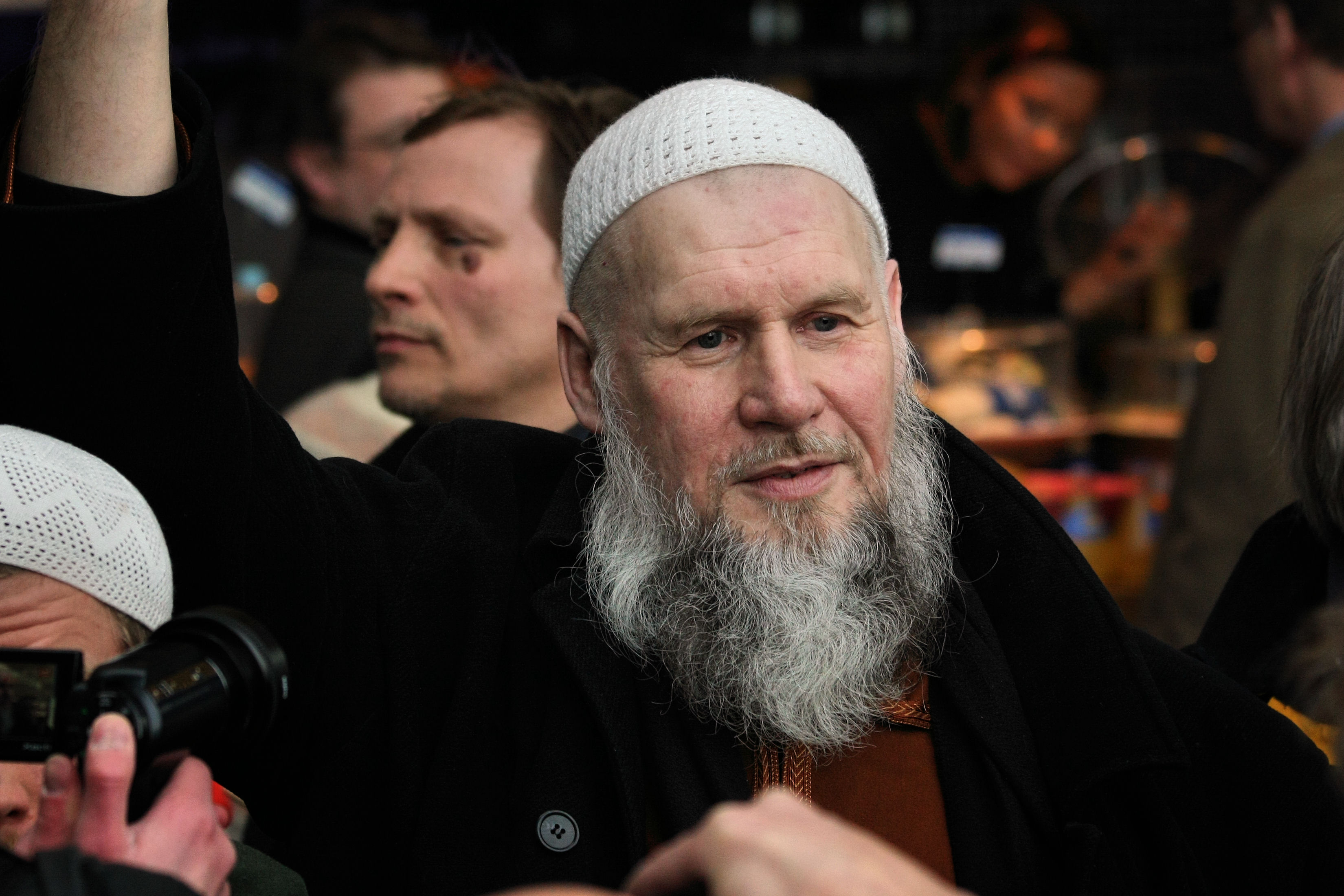
عبد الله تامي في مظاهرة ناشي في سانوماتالو، هلسنكي.

الإسلام في فنلندا هم أقلية مسلمة تعيش في فنلندا.

## تاريخ المسلمين في فنلندا
يعتبر التتار الفنلنديون أقدم أقلية مسلمة في فنلندا وفي دول إسكندنافيا كلها، وهم شعب من الشعوب التركية الذين يعتنقون الدين الإسلامي وبلغ عددهم حوالي 800-1000 في ديسمبر 1988، وترجع أصولهم التاريخية إلى تركيا ولغتهم تنتمي لمجموعة اللغات التركية، وهم يشكلون أقلية متماسكة دينياً وثقافياً ولغوياً
خلال السنوات الأولى من دخول فنلندا تحت حكم قياصرة الروس- عام 1809-، تم جلب التتر من قبل الجيش الروسي لبناء قلعة (بومارسوند) على البر وقلعتي (سومنلينا/سفيبورج) على جزيرة مقابل سواحل هلسنكي، وبعد ذلك عاد أغلبيتهم إلى روسيا، وبالنسبة للأفراد الذين لم يعودوا، فتشهد المقبرة الإسلامية في بومارسوند على وجودهم في فنلندا.
أجداد التتر الحاليين- الذين يشكلون أساس المجتمع التقليدي- كانوا حوالي 1000 من التجار التتريين الذين قدموا من روسيا بنهاية القرن التاسع عشر - أتوا إلى فنلندا خلال أعوام 1870 - سبعينيات القرن التاسع عشر - إلى منتصف العشرينات من القرن العشرين من مجموعة من 20 قرية في إقليم سرجاتش على نهر الفولجا إلى الجنوب الشرقي من نزني-نوفجورود، والتي كان يطلق عليه سابقاً بإقليم جوركي. غالبيتهم كانوا مزارعين ولكنهم استقروا في فنلندا كتجار يتاجرون في الفراء والمنسوجات واختاروا في البداية السكنى في هلسنكي والمناطق المحيطة بها.
وفي عام 1925 تأسس أول مجمع إسلامي فنلندي تتري بشكل رسمي، وكانت فنلندا بذلك أول دولة أوروبية غربية تعترف رسمياً بمجمع إسلامي وذلك تأكيداً على مبدأ حرية العقيدة الذي تم تبنيه في عام 1922، واليوم المجمع يتبعه مساجد في هلسنكي وفي منطقة أخرى.
وقد أنشأ التتر مجمعاً أخر تم تأسيسه في تامبر عام 1943، بيد أن المسلمين من غير الأصول التترية لايمكنهم أن يحصلوا على عضوية المجمع الإسلامي الفنلدي. وتوجد المقابر الإسلامية التترية في هلسنكي وتوركو وتامبره.
التتر متداخلون تماماً في نسيج المجتمع الفنلندي ويشاركون بفاعلية في الحياة الاقتصادية والثقافية الفنلدية وهم يعملون في العديد من المهن تشمل موظفي الحكومة والمقاولين والأطباء والمحامين والمهندسين والمدرسين، وفي ذات الوقت نجحوا في الحفاظ على هوية متميزة والحفاظ على اللغة التترية باستخدامها داخل إطار العائلة وفي دوائرهم الخاصة وكذلك في مؤسساتهم، منذ عام 1935 تنظم الجمعية الثقافية التترية أحداثاً وفعاليات ثقافية باللغة التترية أساساً على شكل مسرحيات وموسيقى تقليدية ورقصات تقليدية وإنشاد الشعر.
كما أن لديهم ناد رياضي تم تأسيسه عام 1945 به فريق شهير لكرة القدم ويعمل بالتعاون مع المجمع الإسلامي، كما أن المدرسة التترية تقدم دراسات إضافية بعد في العطلات وبعد ساعات الدراسة دروساً منتظمة في اللغة والحضارة التترية والدين والتاريخ باللغة التترية كلغة للتدريس كما أن هناك حضانة ودورات صيفية في مركز التدريب التتري بالقرب من العاصمة هلسنكي.
ومن اللافت للنظر كيف استطاعت مجموعة صغيرة من التتر الفنلديون الحفاظ على اللغة التترية طوال 5 أجيال، وكان نشاط نشر الكتب والدوريات مزدهراً وإن قل الآن· أغلبية التتر المسلمين يعيشون في إقليم هلسنكي، في الثمانينيات (1980)، كان عدد المسلمين يصل إلى حوالي 900 أغلبهم يوجد في هلسنكي، وكانوا يجدون صعوبة في إدارة جميع المؤسسات التي تحتاجها مجموعة اجتماعية لقلة عددهم.

## المسلمون الجدد – اللاجئون والمهاجرون
من بداية التسعينيات شهدت فنلندا هجرة اللاجئين من دول إسلامية زادوا المجتمع الإسلامي في فنلندا، على أن أقليلة من الوافدين الجدد سجلت كأعضاء في المجمع التقليدي، فقد شهد عدد المسلمين في فنلندا شهد تزايداً من حوالي 1000 في 1990 إلى عدد بين 15- 20 ألفاً بحلول عام 1999(أقل من 30 ألف حالياً)
وقد استقبلت فنلندا لاجئين عددهم 17600 بين عام 1973- 1999 أبرزهم دول روسيا والعراق وإيران والصومال. أما عن الصوماليين فقد اختارتهم المفوضية العليا لشؤون اللاجئين التابعة للأمم المتحدة وبدؤوا الهجرة عام 1991 ليصل إلى حوالي 5000 في عام 2002، كما أن هناك لاجئين من يوغوسلافيا السابقة والأكراد من الشرق الأوسط. وقد فاقت فنلندا الدول الأوروبية في تزايد طلبات اللجوء والتي تزيد من 1000- 3000 سنوياً لتفوق الدانمارك التي تتمتع بتاريخ طويل مع طالبي اللجوء.
وفي عام 1996 اتحدت تلك المجموعات لتؤسس اتحاد الجمعيات والمنظمات الإسلامية في فنلندا، وأغلبية المساجد في فنلندا تخضع لإدارة الاتحاد ويهدف للحفاظ على الإسلام وتقاليده وتطوير تعاون مرن بين المسلمين والمسؤولين الخارجيين والمعاهد.
ويقدر عدد المسلمين الذين تحولوا للإسلام إلى (200) فرداً [بحاجة لمصدر]، والغالبية العظمى من هذا العدد من النساء اللاتي تحولن للدين الإسلامي عقب زواجهم من مسلمين.
وتم نشر ترجمة جديدة باللغة الفنلدية للقرآن عام 1995 وتم إعدادها بواسطة أحد الدارسين الفنلنديين للغة والحضارة العربية والذي نشر مؤخراً تقديم للقرآن باللغة الفنلندية.

## تأثير أحداث 11 سبتمبر
أما عن تأثير أحداث 11 سبتمبر على المسلمين فقد جعلتهم أكثر حذراً، فالعديد من النساء المسلمات يفضلن البقاء في منازلهن مساءً وقد تغيرت حياة الكثير من المسلمين في فنلندا بعد هذه الأحداث.
وتقول الفائزة بلقب «لاجئة العام» للعام السابق بقولها: « لقد قلت زيارات النساء للمساجد والنوادي والتجمعات النسوية لأن الناس يخافون من التواجد خارج المنزل مساءً، كما خلعت بعض النساء الحجاب وبعض المسلمين غيروا العلامات التي تحمل أسماءهم على الأبواب الخارجية، كما أن العثور على سكن وعمل أصبح أكثر صعوبة ».[بحاجة لمصدر]

## المسلمون من مجموعات عرقية مختلفة في فنلندا
- صوماليون (6,267)
- عرب، عراقيون (2,599)
- أكراد (2,560)
- إيرانيون (1,658)
- أتراك، تتر (1,357)
- ألبان (784)
- تايلانديون (16)
- أخرى (522)

المصدر : (بالإنجليزية) قاعدة البيانات المسيحية العالمية من ويكيبديا الإنجليزية

## قادة المجتمع الإسلامي في فنلندا
- الإمام خضر شهاب، رئيس الجمعية الإسلامية الفنلندية (الممثلة لعموم المسلمين المهاجرين)
- عبد الحكيم أرارسي، نائب رئيس مجلس إدارة الجمعية الإسلامية الفنلدية
- أوكان ضاهر، رئيس المجمع الإسلامي الفنلندي (الممثل للأقلية التترية)
- المركز الإسلامي في توركي

المصدر : (بالإنجليزية)
http://www.hs.fi/english/article/Finnish+Muslims+understand+indignation+over+cartoons+of+Prophet+Muhammad+/1135218588895]

## وصلات خارجية
- قناة روسيا اليوم: تتر فنلندا.. اغتراب.. وروسيا في البال[وصلة مكسورة]
- (بالإنجليزية) المسلمون والمساواة الدينية في فنلندا
- (بالإنجليزية) الأقليات الوطنية في فنلندا، التتر
- (بالإنجليزية) التتر في فنلندا
- (بالإنجليزية) المسلمون واليهود في فنلندا من موقع أباوت.كوم